# Voldboligerne
Voldboligerne er en mindre gade og boligbebyggelse beliggende på Christianshavn i København. Gaden fik sit navn efter det karakteristiske boligkompleks, som blev opført her i begyndelsen af 1950’erne.

## Historie og baggrund
Gaden og bebyggelsen blev etableret i forbindelse med opførelsen af omkring 250 ældreboliger, dengang kaldet aldersrenteboliger. Boligerne blev tegnet af Københavns stadsarkitekt F.C. Lund og stod færdige i begyndelsen af 1950’erne.

## Bebyggelsen
Voldboligerne består hovedsageligt af étværelses lejligheder.

## Beliggenhed
Gaden ligger i det sydøstlige hjørne af Christianshavn, og udspringer fra Christianshavns Vold.